# 何瀞
何瀞（1434年—？），字源清，廣東廣州府東莞縣人，軍籍。明朝政治人物。進士出身。
天顺八年，乡试中举；成化八年，登进士，授松东府推官。后因政绩显著，升任南京湖广道监察御史，转任四川按察佥事。留有《律学奏议》传世。
曾祖父何仲英。祖父何唐章。父亲何俊。